# Ceratometopa cornifera
Ceratometopa cornifera là một loài ruồi trong họ Tachinidae.